# Bombyx du cyprès
Pachypasa limosa · Lasiocampe du cyprès
Espèce
Le Bombyx du cyprès ou Lasiocampe du cyprès (Pachypasa limosa) est une espèce de lépidoptères (papillons) de la famille des Lasiocampidae.
- Synonyme : Pachypasa lineosa (de Villiers, 1827)
- Répartition : sud de la France, péninsule Ibérique, Afrique du Nord.
- Envergure du mâle : 20 à 23 mm.
- Période de vol : de juin à juillet jusqu’à 1 000 m d'altitude.
- Habitat : garrigues et haies.
- Plantes-hôtes : Cupressus et Juniperus.

## Liste des sous-espèces
Selon BioLib (14 mars 2021) :
- sous-espèce Pachypasa limosa limosa (de Villiers, 1827)